# Spa (singolo)
Spa è un singolo del duo musicale svedese Icona Pop realizzato insieme al duo statunitense Sofi Tukker, pubblicato il 16 ottobre 2020 come secondo estratto dal terzo album in studio delle Icona Pop Club Romantech.

## Descrizione
Il brano è stato scritto da Aino Jawo, Caroline Hjelt, Sophie Hawley-Weld, Tucker Halpern e Jon Hume, che ne ha curato anche la produzione.

## Video musicale
Il video musicale del brano, diretto da Lauren Dunn, è stato pubblicato il 27 ottobre 2020 sul canale YouTube della Ultra Music. Il video vede la partecipazione di Jordan Firstman e Mia Khalifa.

## Tracce
1. Spa (feat. Sofi Tukker) – 3:19